# Zabide
A Cidade Histórica de Zabide localiza-se na Província de Hudaida, no oeste do Iêmen.
Em 1993 foi incluída na Lista do Patrimônio Mundial da Unesco, que ressalta: a concepção e execução da planta urbana e arquitetônica com as suas edificações militares e civis se constituem em um conjunto extraordinário arqueológico e histórico. Zabide, entre os séculos XIII e XV, foi a capital do Iêmen. E conserva, há séculos, significativa referência aos muçulmanos e à religião islâmica devido à sua universidade islâmica. Atualmente a cidade está em declínio e grave estado de conservação e preservação. Uma missão de peritos constatou séria deterioração e destruição do patrimônio histórico da cidade: cerca de 40% das construções históricas foram demolidas e no seu local, construídos edifícios de concreto, as que ainda restam, como o antigo souk (mercado) estão em estado de deterioração. O governo do Iémen solicitou ao Comitê do Patrimônio Mundial que Zabide fosse incluída na Lista do Patrimônio Mundial em Perigo para garantir sua preservação.

## Ligações Externas
- UNESCO-WHC - Galeria de Fotos
- UNESCO-WHC - Mapa - Google Maps (NASA)
- UNESCO-WHC  - Documentação - em inglês ; em francês